# Генриковиці (Нижньосілезьке воєводство)
Генриковиці (пол. Henrykowice, нім. Heinrichsdorf) — село в Польщі, у гміні Мілич Мілицького повіту Нижньосілезького воєводства.
Населення — 81 особа (2011).
У 1975-1998 роках село належало до Вроцлавського воєводства.

## Демографія
Демографічна структура станом на 31 березня 2011 року:
|          | Загалом | Допрацездатний вік | Працездатний вік | Постпрацездатний вік |
| -------- | ------- | ------------------ | ---------------- | -------------------- |
| Чоловіки | 37      | 9                  | 26               | 2                    |
| Жінки    | 44      | 14                 | 21               | 9                    |
| Разом    | 81      | 23                 | 47               | 11                   |